# Juan Carlos Navarro
Juan Carlos Navarro Feijoo (* 13. června 1980 Sant Feliu de Llobregat) je bývalý španělský basketbalista. Se španělskou mužskou basketbalovou reprezentací vyhrál mistrovství světa v roce 2006 a dvakrát mistrovství Evropy (2009, 2011). Z Eurobasketu má též dvě stříbra (2003, 2007) a dva bronzy (2001, 2017). Na evropském šampionátu 2011 byl nejužitečnějším hráčem turnaje. Na olympiádě skončil s národním týmem dvakrát druhý (2008, 2012) a jednou třetí (2016). S klubem FC Barcelona dvakrát vyhrál Euroligu (2002/03, 2009/10), nejprestižnější evropskou klubovou soutěž, a jednou Koračův pohár (1998/99), třetí nejvýznamnější soutěž. V roce 2007 byl nejlepším střelcem Euroligy, v roce 2009 nejužitečnějším hráčem této soutěže, v roce 2010 byl nejlepším střelcem jejího finále. V Barceloně strávil celou kariéru, kromě jedné sezóny v NBA (2007-2008), kterou strávil v dresu Memphis Grizzlies. V roce 2010 byl zvolen nejlepším basketbalistou Evropy v anketě Mr. Europa (kterou pořádal italský týdeník Superbasket). Měl přezdívku La Bomba.